# Okręg wyborczy Capricornia
Okręg wyborczy Capricornia (ang. Division of Capricornia) – jednomandatowy okręg wyborczy do Izby Reprezentantów Australii, położony w środkowej części stanu Queensland, z Rockhampton jako największym miastem okręgu. Jego nazwa pochodzi od przechodzącego przez jego obszar zwrotnika Koziorożca (ang. Tropic of Capricorn). Istnieje nieprzerwanie od pierwszych wyborów do parlamentu zjednoczonej Australii w 1901 roku.

## Lista posłów
Opracowano na podstawie:
| okres urzędowania | poseł              | przynależność                                                                                           |
| ----------------- | ------------------ | --- |
| 1901–1903         | Alexander Paterson | niezrzeszony                                                                                            |
| 1903–1906         | David Thomson      | Australijska Partia Pracy                                                                               |
| 1906–1910         | Edward Archer      | Partia Antysocjalistyczna (1906–1909) Związkowa Partia Liberalna (1909–1910)                            |
| 1910–1922         | William Higgs      | Australijska Partia Pracy (1910–1920) niezrzeszony (1920) Nacjonalistyczna Partia Australii (1920–1922) |
| 1922–1946         | Frank Forde        | Australijska Partia Pracy                                                                               |
| 1946–1949         | Charles Davidson   | Liberalna Partia Australii                                                                              |
| 1949–1961         | Henry Pearce       | Liberalna Partia Australii                                                                              |
| 1961–1967         | George Gray        | Australijska Partia Pracy                                                                               |
| 1967–1975         | Doug Everingham    | Australijska Partia Pracy                                                                               |
| 1975–1977         | Colin Carige       | Narodowa Partia Wiejska                                                                                 |
| 1977–1984         | Doug Everingham    | Australijska Partia Pracy                                                                               |
| 1984–1993         | Keith Wright       | Australijska Partia Pracy (1984–1993) niezrzeszony (1993)                                               |
| 1993–1996         | Marjorie Henzell   | Australijska Partia Pracy                                                                               |
| 1996–1998         | Paul Marek         | Narodowa Partia Australii                                                                               |
| 1998–2013         | Kirsten Livermore  | Australijska Partia Pracy                                                                               |
| od 2013           | Michelle Landry    | Liberal National Party of Queensland                                                                    |